# Enrico II di Sparvaria
Enrico II di Sparvaria o di Spernaria (... – XIII secolo) è stato un nobile italiano figlio di Enrico I.

## Biografia
I conti di Sparvara furono un ramo dei conti palatini di Lomello e di Langosco.
Enrico di Sparvaria fu fautore di Manfredi, passò nel meridione e militò per lui contro gli Angiò e nel 1256 ebbe in compenso la contea di Marsico, ma la perse schierandosi contro di lui e fu passata a Riccardo Filangieri.
Nel 1268 tentò una spedizione in favore di Corradino di Svevia. Precipitata la causa imperiale nel sud, tornò in Lombardia e fu podestà di Vercelli dal 1281 al 1284.